# Tomorrow Comes Today (EP)
Tomorrow Comes Today es el primer EP de la banda musical virtual Gorillaz y se estrenó en noviembre del año 2000. El álbum cuenta con cuatro temas promocionales o singles del primer álbum de estudio de Gorillaz de nombre homónimo. 
El disco salió al mercado en el Reino Unido en el año 2000 publicado por Parlophone y en Estados Unidos, EMI lo publicó en el 2002 con la misma lista de canciones pero como single.

## Lista de canciones y formatos
CD
1. Tomorrow Comes Today – 3:14
2. Rock the House – 4:11
3. Latin Simone – 3:38
4. 12D3 – 3:24

Enhanced CD
1. Tomorrow Comes Today – 3:14
2. Rock the House – 4:11
3. Latin Simone – 3:38
4. 12D3 – 3:24
5. Tomorrow Comes Today (Enhanced Video) - 3:24

Vinilo de 10" (Promo)
1. Tomorrow Comes Today – 3:14
2. Rock the House – 4:11
3. Latin Simone – 3:37
4. 12D3 – 3:24

Vinilo de 12"
1. Tomorrow Comes Today – 3:14
2. Rock the House – 4:11
3. Latin Simone – 3:37
4. 12D3 – 3:24